# Exon-skipping
L'exon-skipping (trad. "salto dell'esone") è una terapia in fase di sperimentazione che, con l'aiuto di piccole molecole di RNA che si legano a specifiche regioni dei geni, dette esoni, può risolvere il danno, delezione, modificando l'Rna messaggero atto a tradurre la distrofina.
Questa tecnica consiste nell'iniettare con un virus reso inoffensivo una molecola di RNA anti-senso. In pratica non si agisce sul DNA difettoso ma sull'RNA messaggero copiato da esso, rimuovendone la regione mutata e rendendolo di nuovo capace di produrre una proteina, un po' più corta, ma ancora funzionante.
Questa tecnica sembra in grado alleviare i sintomi di certe malattie genetiche come la distrofia di Duchenne, la distrofia di Becker, l'atrofia muscolare spinale (SMA), la fibrosi cistica, la beta talassemia, le retinopatie, alcune malattie metaboliche, alcune forme di demenza e il Parkinson.